# Acalolepta litigiosa
Acalolepta litigiosa là một loài bọ cánh cứng trong họ Cerambycidae.